# Centro sportivo olimpico di Nanchino
Il Centro sportivo olimpico di Nanchino (南京奥林匹克体育中心S, in inglese Nanjing Olympic Sports Centre) è uno stadio di calcio della città cinese di Nanchino. Inaugurato il 1º maggio 2005, ha una capienza di 61 443 posti a sedere. Ospitava le partite interne del Jiangsu Suning.
È stata la sede della seconda edizione dei Giochi olimpici giovanili estivi, svoltisi a Nanchino nel 2014.